# Laverne
Laverne is een plaats (town) in de Amerikaanse staat Oklahoma, en valt bestuurlijk gezien onder Harper County.

## Demografie
Bij de volkstelling in 2000 werd het aantal inwoners vastgesteld op 1097.
In 2006 is het aantal inwoners door het United States Census Bureau geschat op 1025, een daling van 72 (-6,6%).

## Geografie
Volgens het United States Census Bureau beslaat de plaats een oppervlakte van
1,9 km², geheel bestaande uit land. Laverne ligt op ongeveer 643 m boven zeeniveau.

## Plaatsen in de nabije omgeving
De onderstaande figuur toont nabijgelegen plaatsen in een straal van 32 km rond Laverne.